# Дреј лез Амјен
Дреј лез Амјен (фр. Dreuil-lès-Amiens) насеље је и општина у североисточној Француској у региону Пикардија, у департману Сома која припада префектури Амјен.
По подацима из 2011. године у општини је живело 1278 становника, а густина насељености је износила 401,89 становника/km². Општина се простире на површини од 3,18 km². Налази се на средњој надморској висини од 31 метар (максималној 87 m, а минималној 12 m).

## Демографија
| 1962. | 1968. | 1975. | 1982. | 1990. | 1999. | 2011. |
| ----- | ----- | ----- | ----- | ----- | ----- | ----- |
| 569   | 602   | 1.077 | 1.408 | 1.613 | 1.476 | 1.278 |

График промене броја становника у току последњих година